# Good bye Firenze (Arrivederci Firenze)
Good bye Firenze (Arrivederci Firenze) è un film italiano del 1958 diretto da Rate Furlan.

## Trama
Patrizia, una ragazza statunitense di origini italiane, arriva a Firenze per far visita ai parenti della madre. Conosciuta Eleonora, una ragazza di indole romantica, iniziano a fare le turiste. Patrizia incontra Marco, un cantante con il quale intreccia una buona amicizia, e attraverso lui fa la conoscenza di Luca, un pittore che ha avuto un figlio, Paolo, da Lisa, alla quale non ha saputo in seguito legarsi con il matrimonio. Tra Patrizia e Luca nasce una passione incontrollata; quando Lisa viene a conoscenza della loro relazione, cerca di prendere con sé il bambino. Tutti i tentativi saranno inutili e la donna, in preda alla disperazione, rimane gravemente ferita in un incidente stradale. Luca, consigliato anche da Marco, non può più sottrarsi al suo dovere verso Lisa e, una volta che sarà guarita le prometterà di sposarlo per il bene del figlio. Patrizia, una volta conosciuta la verità sui rapporti tra Lisa e Luca, a malincuore troverà la forza di rinunciare al suo amore per il pittore e farà ritorno definitivo negli Stati Uniti, abbandonando per sempre Firenze.

## Distribuzione
Il film, girato in Totalscope, ottenne il visto di censura n. 26.135 il 1º febbraio 1958.